# Bernard Lamizet
Bernard Lamizet, né en 1951, est professeur de sciences de l'information et de la communication à l'Institut d'études politiques de Lyon.

## Biographie
Bernard Lamizet est docteur en linguistique (1977) et ès lettres (1984). Il est professeur de sciences de l'information et de la communication à l'Institut d'études politiques de Lyon, après l'avoir été à l'université d'Avignon.

## Ouvrages
- Le langage politique, Paris : Ellipses, 2011   (ISBN 978-2-7298-6229-9)
- Sémiotique de l'événement, Hermes Science Publications (2006),
- un article dans Questionner l'internalisation : Cultures, acteurs, organisations, machines, Paris: SFSIC, 2004,  (ISBN 2914872119)
- Le sens de la ville, Paris: L'Harmattan (2002),  (ISBN 2747527662)
- Politique et identité, Lille: PUL (2002),  (ISBN 2729707077)
- La médiation culturelle, Paris: L'Harmattan (2000),  (ISBN 2738486444)
- La médiation politique, Paris: L'Harmattan (2000),  (ISBN 2738471471)
- Histoire des médias audiovisuels, Paris: Ellipses Marketing, 1999,  (ISBN 2729878483)
- participation au Dictionnaire encyclopédique des sciences de l'information et de la communication, avec Ahmed Silem, Paris: Ellipses Marketing, 1997,  (ISBN 2729847669)
- Les lieux de la communication Paris: Édition Mardaga 1995,  (ISBN 287009518X)
- participation au Dictionnaire orthographique suivi d'une liste des verbes irréguliers et de remarques sur certaines difficultés orthographiques et grammaticales, Paris: Granier Flammarion, 1974
- "Le paysage urbain - Représentations, Significations, Communication", Transcription de l'intervention lors des IIIe Journées Internationales de Sémiotique de Blois, sur livropolis.com.